# Kenrick Cárcamo
Kenrick Armando Cárcamo Tatun (Santa Rosa de Aguán, Honduras, 27 de abril de 1994) es un futbolista hondureño. Juega como delantero y actualmente milita en el Real Sociedad de la Liga Nacional de Honduras.

## Clubes
| Club                | País     | Año             |
| ------------------- | -------- | --------------- |
| Real Sociedad       | Honduras | 2013 - 2015     |
| Social Sol (cesión) | Honduras | 2015 - 2016     |
| Real Sociedad       | Honduras | 2016 - Presente |

## Palmarés
Liga nacional de ascenso:
- Apertura 2015    Social Sol
- Apertura 2018    Real Sociedad